# Deutschland.de
Deutschland.de ist eine mehrsprachige, crossmediale Informationsplattform, die von der Fazit Communication GmbH im Auftrag des Auswärtigen Amts erstellt wird.

## Ziele und Inhalte
Ziel ist die Vermittlung eines umfassenden und zeitgemäßen, insgesamt positiven, aber realistischen Deutschlandbilds im Ausland. Kern des crossmedialen Angebots ist die digitale Plattform deutschland.de mit einem entsprechenden Social-Media-Netzwerk. Das Internetportal richtet sich an internationale Nutzerinnen und Nutzer und ermöglicht Zugänge, Diskurse und Informationen zu zentralen gesellschaftlichen Entwicklungen in Deutschland. Es umfasst die Themenbereiche Politik, Wirtschaft, Kultur, Umwelt, Wissen und Leben sowie spezielle Regionalteile, die die gesellschaftlichen Beziehungen Deutschlands zu bestimmten Weltregionen zum Schwerpunkt haben. Bei der Erstellung der Beiträge besteht eine Zusammenarbeit mit anderen Partnern des Auswärtigen Amts wie zum Beispiel dpa und Deutsche Welle. Die Website wird in zehn Sprachen angeboten: Deutsch, Englisch, Französisch, Spanisch, Portugiesisch, Polnisch, Türkisch, Russisch, Chinesisch und Arabisch.
Begleitend zur digitalen Plattform erscheint ein- bis zweimal jährlich die „Deutschland Edition“, ein an Themenstellungen der deutschen Außenpolitik und der internationalen Politik ausgerichtetes Magazin für Multiplikatorinnen und Multiplikatoren. Bisherige Ausgaben beschäftigten sich zum Beispiel mit der Verantwortung der Religionen für Friedensprozesse, dem Thema Demokratie oder der deutschen EU-Ratspräsidentschaft. Die journalistischen Beiträge analysieren Hintergründe und vermitteln Informations- und Interpretationshilfen, die zur Bewertung und Einordnung aktueller Diskussionen in Deutschland befähigen.
Das Magazin hatte zuvor den Titel "Deutschland Magazin: Forum für Politik, Kultur und Wirtschaft", davor seit 1971 "Deutschland: Zeitschrift für Politik, Kultur, Wirtschaft und Wissenschaft", hervorgegangen aus der ursprünglichen westdeutschen Zeitschrift Scala: Zeitschrift aus Deutschland, die 1961 durch das Presse- und Informationsamt der Bundesregierung gegründet wurde. Scala war Teil der Bemühungen der Regierungen der frühen Bundesrepublik, das nach dem Krieg stark beschädigte Ansehen Deutschlands in der (westlichen) Welt wieder zu verbessern. Die Zeitschrift richtete sich vor allem an Multiplikatorinnen und Multiplikatoren in Presse, Wissenschaft, Politik und Wirtschaft.